# Reichshauptstadt
Als Reichshauptstadt bezeichnet man das politische Zentrum eines Staates, der sich als Reich sieht. Vorwiegend verwendet wurde die Bezeichnung Reichshauptstadt für die Städte Wien und Berlin. Für London oder Madrid – beides ehemals Hauptstädte von (Welt-)Reichen (Britisches Weltreich bzw. Spanisches Kolonialreich) – war der Titel nie, für St. Petersburg (Russisches Reich) kaum gebräuchlich.

## Rom
Rom wurde als größte Stadt der alten Welt Reichshauptstadt des alten Römischen Reichs. Nachdem man Karthago, die führende Seemacht, besiegt hatte, wuchs Rom stark an und erreichte in der Zeit des Kaisers Augustus die Millionenmarke. Während der ausgehenden Zeit der Republik festigte sich die Stärke Roms als die uneingeschränkte Schaltzentrale des Mittelmeerraumes. Besonders in der Zeit der Pax Augusta hatte Rom eine glanzvolle Zeit. In dieser Zeit entstand auch der Titel „Urbs urbium orbis terrarum“, was auf Deutsch etwa „Stadt aller Städte der Erde“ heißt. Unter den Kaisern wurde die Stadt weiter ausgebaut und erreichte während der Regentschaft Kaiser Vespasians die 2-Millionen-Grenze.
Nach Verlegung der Reichshauptstadt nach Konstantinopel unter Kaiser Konstantin im 4. Jahrhundert sank die Bevölkerungszahl wieder.  Nach Zerstörung der Wasserversorgung der Aquädukte in den Gotenkriegen des 6. Jahrhunderts und mehreren Belagerungen wohnten schließlich nur rund 10.000 Einwohner in Rom und die Stadt versank über Jahrhunderte in weitgehender Bedeutungslosigkeit, abgesehen vom Sitz der Päpste.
Später knüpften die Päpste an diese alte Tradition an und Rom wurde von der römischen Reichshauptstadt zur Zentralstadt des Kirchenstaates und der katholischen Kirche.

## Konstantinopel
Neben Rom erbaute sich Kaiser Konstantin der Große eine eigene Reichshauptstadt, Konstantinopel. Es erreichte nicht ganz die Höhe der Macht Roms, jedoch diente es dem Oströmischen Reich als Hauptstadt. In Konstantinopel befand sich ab dem 3. Jahrhundert die ganze römische Administration. Wichtige ökonomische Geschäfte liefen in der Stadt am Bosporus ab. Besondere Größe erhielt Konstantinopel während der Zeit der Völkerwanderung, als viele weströmische Beamte Schutz in der Stadt suchten. 1453 eroberte Sultan Mehmet II. die alte oströmische Hauptstadt. Unter dem Namen Istanbul wurde die Stadt nun führende Stadt des neu gegründeten Osmanischen Reiches.

## Wien
Wien wurde als Residenz der habsburgischen Kaiser faktisch zu einer der Hauptstädte des Heiligen Römischen Reiches. Das Alte Reich besaß keine Hauptstadt im heutigen Sinn. Die Stadt Wien war Residenz des Kaisers, Sitz des Reichshofrates – einem der höchsten Gerichte im Alten Reich – und Hauptstadt der Habsburgermonarchie (die nie vollständig zum Alten Reich gehörte), Regensburg Sitz des Reichstags, Wetzlar Sitz des Reichskammergerichts, Frankfurt am Main Wahl- und Krönungsort. Für Kaiser Joseph II. war 1782 Rom die „eigentliche Hauptstadt und wirkliche Mitte des Reiches“.
Nach dem Ende des Heiligen Römischen Reiches Deutscher Nation 1806 erlosch der Titel für Wien allerdings nicht. Es blieb bis 1918 Reichshaupt- und Residenzstadt zunächst des 1804 gegründeten Kaisertums Österreich beziehungsweise des Kaisers von Österreich und nach dem Ausgleich (1867) der Österreichisch-Ungarischen Monarchie. Budapest hingegen wurde nach dem Ausgleich zur Haupt- und Residenzstadt des Königreichs Ungarn.

## Berlin
Berlin erhielt die Funktion einer Reichshauptstadt mit der Gründung des deutschen Kaiserreiches 1871. In der Zeit der Weimarer Republik (1919–1933) wurde die Stadt, die nach wie vor preußische Landeshauptstadt war, in den preußischen Gesetzen als Hauptstadt bezeichnet; als amtlicher Titel wurde der Begriff „Reichshauptstadt“ erst in der Zeit des Nationalsozialismus (bis 1945) durch Gesetz vom 1. Dezember 1936 eingeführt.